# Балет (альбом)
«Балет» — дебютный альбом группы «Кофе», записанный в 1984 году. С момента выпуска имел хождение как магнитоальбом.

## История
Участники «Кофе» проводили время за совместным написанием песен и домашним музицированием с использованием двух акустических гитар и самодельных ударных. Летом 1984 г. в домашней студии Алексея Вишни на Охте группа вчетвером записала свой дебютный магнитоальбом с живыми барабанами, имевший определённый резонанс в рядах ленинградской рок-общественности. Готовый альбом довольно быстро был растиражирован поклонниками группы, и заслужил даже, по словам Бориса Гребенщикова, лестные отзывы со стороны поэта Андрея Вознесенского. Саша Скримами в рецензии для самодеятельного журнала «Рокси» отметил: «Я давно не слышал столь эклектичной подборки. Тут и твист, и что-то похожее на рок-н-ролл, и реггей, и нечто электронно-монотонное. Ощущение при этом такое, как будто ты слышал всё это уже неизвестное количество раз. Единственное достоинство, которое следует отметить — то, что песни чрезвычайно привязучие». Положительно о записи отозвался Михаил «Фан» Васильев.
Выход «Балета» сподвиг группу подать заявку на вступление в Ленинградский рок-клуб. Однако незадолго до прослушивания её покинул вокалист Григорий Кобешавидзе, в результате чего функции вокалиста пришлось исполнять Нестеренко. Тем не менее, коллектив был принят в структуру рок-клуба.

## Детали издания
В 2020 году альбом был отреставрирован и переиздан российско-эстонским лейблом Maschina Records в рамках полного собрания творческого наследия «Кофе» в составе двухдисковой CD-антологии «Балласт» (в которую также вошёл отреставрированный альбом «Баланс» и новый материал участников группы).
С сентября 2021 года альбом доступен на цифровых площадках.

## Участники записи
- Эдуард Нестеренко — ритм- и соло-гитара, вокал (1,3,4,7,9).
- Станислав Тишаков — бас, перкуссия.
- Григорий Кобешавидзе — клавишные, вокал (1,2,4,5,6,8,9).
- Александр Сенин — ударные.
- Алексей Вишня — звукорежиссёр.

## Список композиций
Музыка и аранжировки — «Кофе»
Авторы текстов — «Кофе», кроме указанного особо
| №  | Название          | Текст песни       | Длительность |
| -- | ----------------- | ----------------- | ------------ |
| 1. | «В поисках звука» |                   | 7:10         |
| 2. | «Сочини улыбку»   | Станислав Тишаков | 3:07         |
| 3. | «Который день…»   | Станислав Тишаков | 4:11         |
| 4. | «Балет 1»         |                   | 4:17         |
| 5. | «Телепат»         | Станислав Тишаков | 2:13         |
| 6. | «Барон 2002»      |                   | 2:56         |
| 7. | «Балет 2»         |                   | 5:56         |
| 8. | «Twist»           | Станислав Тишаков | 4:13         |
| 9. | «Верь мне»        | Александр Сенин   | 6:51         |

Бонус-треки
| №  | Название          | Текст песни          | Примечания                        | Длительность |
| -- | ----------------- | -------------------- | --------------------------------- | ------------ |
| 1. | «Ломаные пляски»  | Игорь «Гога» Копылов | Max Maschina extended dub mix     | 6:47         |
| 2. | «В поисках звука» |                      | Alexey Vishnya instrumental remix | 2:59         |
| 3. | «Баланс»          | Александр Сенин      | KGBK edit                         | 6:54         |
| 4. | «Компьютер»       |                      | KGBK edit                         | 5:47         |